# Баријум-перманганат
Баријум-перманганат је неорганско хемијско једињење хемијске формуле Ba(MnO4)2. 

## Добијање
Настаје у реакцији баријум хлорида и сребро-перманганата.

## Употреба
Користи се за добијање перманганове киселине.

## Особине
| Особина                  | Вредност |
| ------------------------ | -------- |
| Број акцептора водоника  | 8        |
| Број донора водоника     | 0        |
| Број ротационих веза     | 0        |
| Партициони коефицијент ( | -6,4     |
| Растворљивост (logS, log(mol/L))        | 0,1      |
| Поларна површина (PSA, Å2)  | 238,8    |